# Provoca
Provoca é um programa da TV Cultura apresentado pelo jornalista Marcelo Tas. É um programa de entrevistas instigantes e provocativas, com grande ênfase no entrevistado.
Durante quinze anos foi apresentado por Antônio Abujamra com o nome de Provocações. O apresentador também lia textos e recitava poemas de pessoas famosas ou não. Além disso, havia o quadro "Vozes das ruas", no qual transeuntes expressavam suas opiniões acerca de diversos assuntos. A trilha sonora de abertura foi elaborada pelo filho de Abujamra, o músico e ator André Abujamra.
O programa estreou em 6 de agosto de 2000. A primeira fase foi encerrada em 28 de abril de 2015, devido à morte do apresentador Antônio Abujamra. Por meio do canal próprio do programa, foram publicadas as entrevistas que haviam sido gravadas e não transmitidas pela TV Cultura (ep. 696 - 702). O filho do apresentador reuniu pessoas próximas ao programa e ao apresentador, encerrando a série Provocações em um especial em três partes (ep. 703, 704 e 705).

## O retorno, com Marcelo Tas
Em março de 2019, a emissora anunciou a retomada do programa sob o comando do Marcelo Tas, que tem um histórico com a TV Cultura por ter interpretado personagens para programas infanto-juvenis, e também por ter apresentado o programa de variedades Vitrine. A 16ª temporada do programa, a primeira com o Tas, estreou em 14 de maio de 2019, tendo como entrevistado o ex-governador e ex-ministro Ciro Gomes. Na nova fase, em que enfatiza a interação com as redes sociais, o programa recebeu o nome de Provoca.

## Prêmios e indicações
| Ano  | Prêmio      | Categoria             | Resultado | Ref.  |
| ---- | ----------- | --------------------- | --------- | ----- |
| 2019 | Troféu APCA | Melhor Programa de TV | Indicado  | [ 5 ] |